# Chrysozephyrus duma
Chrysozephyrus duma is een vlinder uit de familie van de Lycaenidae. De wetenschappelijke naam van de soort werd als Dipsas duma in 1869 gepubliceerd door William Chapman Hewitson.

## Ondersoorten
- Chrysozephyrus duma duma
- Chrysozephyrus duma desgodinsi (Oberthür, 1886)
  - = Thecla desgodinsi Oberthür, 1886
- Chrysozephyrus duma makikoae Morita, 2002